# Honduras Salzburg
El Honduras Salzburg fue un equipo de fútbol de Honduras que alguna vez jugó en la Liga Nacional de Fútbol de Honduras, la liga de fútbol más importante del país.

## Historia
Fue fundado en el año 1980 en la ciudad de El Progreso en el mismo año en el que habían dejado de existir los equipos reserva en el fútbol hondureño. Fue uno de los equipos de la ciudad que consiguieron jugar en la Liga Nacional de Fútbol de Honduras luego de obtener el ascenso de la Liga de Ascenso de Honduras tras vencer en la final al Parrillas One en penales en la temporada 2001/02.
El club jugó durante una temporada en la Liga Nacional de Fútbol de Honduras, en la que no logró estar en la lucha por el título, y siempre tuvo problemas de descenso, ya que solo consiguió 5 victorias hasta que en la temporada 2003/04 vendió la franquicia al CD Victoria, el cual había descendido al finalizar la temporada 2002/03, por lo que oficialmente desapareció.

## Palmarés
- Liga de Ascenso de Honduras: 1

2001/02

## Liga Nacional de Fútbol 2002/03
| Temporada Regular | Temporada Regular | Temporada Regular | Temporada Regular | Temporada Regular | Temporada Regular | Temporada Regular | Temporada Regular | Temporada Regular | Ronda Final | Ronda Final | Ronda Final | Ronda Final | Ronda Final | Ronda Final | Ronda Final | Ronda Final |
| Temporada         | Pos.              | J                 | G                 | E                 | P                 | GF:GC             | PTS               | +/-               | Pos.        | J           | G           | E           | P           | GF:GC       | PTS         | +/-         |
| ----------------- | ----------------- | ----------------- | ----------------- | ----------------- | ----------------- | ----------------- | ----------------- | ----------------- | ----------- | ----------- | ----------- | ----------- | ----------- | ----------- | ----------- | ----------- |
| Apertura 2002-03  | 8º                | 18                | 3                 | 9                 | 6                 | 19:22             | 18                | -3                | No entró    | No entró    | No entró    | No entró    | No entró    | No entró    | No entró    | No entró    |
| Clausura 2002-03  | 10º               | 18                | 2                 | 6                 | 10                | 12:27             | 12                | -15               | No entró    | No entró    | No entró    | No entró    | No entró    | No entró    | No entró    | No entró    |

## Récord Histórico en la Liga Nacional
| Club                       | J | G | E | P | GF | GC | PTS | +/- |
| -------------------------- | - | - | - | - | -- | -- | --- | --- |
| Marathón                   | 4 | 2 | 1 | 1 | 3  | 3  | 7   | 0   |
| Real Maya / Real Patepluma | 4 | 1 | 2 | 1 | 3  | 3  | 5   | 0   |
| Vida                       | 4 | 1 | 1 | 2 | 5  | 6  | 4   | -1  |
| Real España                | 4 | 1 | 1 | 2 | 2  | 6  | 4   | -4  |
| Platense                   | 4 | 0 | 3 | 1 | 5  | 6  | 3   | -1  |
| Universidad                | 4 | 0 | 3 | 1 | 3  | 5  | 3   | -2  |
| Olimpia                    | 4 | 0 | 2 | 2 | 3  | 5  | 2   | -2  |
| Victoria                   | 4 | 0 | 2 | 2 | 3  | 6  | 2   | -3  |
| Motagua                    | 4 | 0 | 0 | 4 | 4  | 9  | 0   | -5  |

## Jugadores destacados
- Luis Alfredo Ramírez (2002-2003)